# Benoit Poncet
Pour les articles homonymes, voir Poncet.
Benoit Poncet, né le 24 août 1806 à Montmerle-sur-Saône et mort à Jassans-Riottier le 12 février 1881 , est un architecte français.
Il est l'architecte de la Rue Impériale à Lyon.
Il est membre de la société académique d'architecture de Lyon en 1841 et fait chevalier de la Légion d'honneur le 15 août 1857,.

## Biographie
C'est aux côtés de Fleury Falconnet (1785-1849), que Benoit Poncet fera son apprentissage à partir de 1824. (Celui-ci réalisant de nombreuses opérations d'aménagement urbain).
En 1834, il s'installe à son compte et réalise plusieurs travaux d'architectures
C'est en mars 1846 que Benoit Poncet s'associe a Jean-Amédée Savoye pour tracer et percer la "Rue Centrale"(Actuelle Rue de Brest). Ensemble, ils réaliseront une partie de la rue (entre la Place de la Préfecture et les Halles de la Grenette, jusqu'à ce que Benoit Poncet rachète les parts d'Amédée Savoye et continue seul la deuxième partie de la rue (Entre la Place Saint-Nizier et la Place Saint-Pierre). La nouvelle voie est ouverte à la circulation le 15 juillet 1850.
À partir de 1854, il forme la "Société de la Rue Impériale", ou il emploie plusieurs jeunes architectes (Dont Philippe Manlius Bailly, Ferdinand Barqui, Léon Chavret, Frédéric Giniez, Louis-Étienne Journoud, Jean-Marie-Anselme Lablatinière, Pierre Martin, Benoît Mouchon, Clair Tisseur, etc).  C'est cette société qui sera chargée du percement de la Rue Impériale (Actuelle Rue de la République), grâce aux tracés réalisés par René Dardel (Architecte en Chef de la ville de Lyon).
Plus tard, il sera chargé d'autres opérations comme la reconstruction de la Place des Terreaux en 1856, ou la création d'un quartier à Nice (Sur le Quai Saint-Jean Baptiste) avec l'architecte Casimir Echernier.

## Réalisations
- Rue Centrale, Actuelle Rue de Brest, à Lyon
- Rue Impériale, Actuelle Rue de la République, à Lyon
- Hotel des voyageurs, dit "Le Grand Hotel", à Lyon
- Eglise Notre-Dame de l'Assomption, à Jassans-Riottier